# Chargeurs de l'Ouest
 (décembre 2023).
La mise en forme du texte ne suit pas les recommandations de Wikipédia : il faut le « wikifier ».
Les points d'amélioration suivants sont les cas les plus fréquents. Le détail des points à revoir est peut-être précisé sur la page de discussion.
- Les titres sont pré-formatés par le logiciel. Ils ne sont ni en capitales, ni en gras.
- Le texte ne doit pas être écrit en capitales (les noms de famille non plus), ni en gras, ni en italique, ni en « petit »…
- Le gras n'est utilisé que pour surligner le titre de l'article dans l'introduction, une seule fois.
- L'italique est rarement utilisé : mots en langue étrangère, titres d'œuvres, noms de bateaux, etc.
- Les citations ne sont pas en italique mais en corps de texte normal. Elles sont entourées par des guillemets français : « et ».
- Les listes à puces sont à éviter, des paragraphes rédigés étant largement préférés. Les tableaux sont à réserver à la présentation de données structurées (résultats, etc.).
- Les appels de note de bas de page (petits chiffres en exposant, introduits par l'outil «  Source ») sont à placer entre la fin de phrase et le point final[comme ça].
- Les liens internes (vers d'autres articles de Wikipédia) sont à choisir avec parcimonie. Créez des liens vers des articles approfondissant le sujet. Les termes génériques sans rapport avec le sujet sont à éviter, ainsi que les répétitions de liens vers un même terme.
- Les liens externes sont à placer uniquement dans une section « Liens externes », à la fin de l'article. Ces liens sont à choisir avec parcimonie suivant les règles définies. Si un lien sert de source à l'article, son insertion dans le texte est à faire par les notes de bas de page.
- La présentation des références doit suivre les conventions bibliographiques. Il est recommandé d'utiliser les modèles {{Ouvrage}}, {{Chapitre}}, {{Article}}, {{Lien web}} et/ou {{Bibliographie}}. Le mode d'édition visuel peut mettre en forme automatiquement les références.
- Insérer une infobox (cadre d'informations à droite) n'est pas obligatoire pour parachever la mise en page.

Pour une aide détaillée, merci de consulter Aide:Wikification.
Si vous pensez que ces points ont été résolus, vous pouvez retirer ce bandeau et améliorer la mise en forme d'un autre article.
Les Chargeurs de l'Ouest  (Société Anonyme des Chargeurs de l'Ouest - SACO ) est une compagnie maritime nantaise créée en 1902.

## Historique
À sa création, le 10 mars 1902 :
- Henri Le Cour-Grandmaison, sénateur
- Pierre Merveilleux du Vignaux (1862-1915), administrateur délégué
- Eugène Pergeline, administrateur (président des Voiliers Nantais)
- Sylvain Patissier, sous-directeur

Cette compagnie utilise des vapeurs. Les premières unités furent construites à Nantes entre 1903 et 1904.
En 1913, les Voiliers Nantais et les Chargeurs de l'Ouest fusionnent et la société nouvellement créée garde le nom de Chargeurs de l'Ouest.
En 1938, la Compagnie générale transatlantique cède les parts qu'elle possède dans la Compagnie nantaise de navigation à vapeur. Cette dernière est complètement absorbée par les Chargeurs de l'Ouest, qui devient la Compagnie Nantaise des Chargeurs de l'Ouest (CNCO).
| Nom                 | Chantiers de construction | Type           | Entrée Chargeurs | Sortie Chargeurs |
| Charles Le Cour     | Chantiers Nantais         | vapeur 3300dwt | 23/04/1903       | 11/03/1917       |
| Belle Ile           | Chantiers Nantais         | vapeur 3300dwt | 06/07/1903       | mars-12          |
| Longwy              | Chantiers Nantais         | vapeur 3300dwt | 19/12/1903       | 04/11/1917       |
| Trignac             | Chantiers Nantais         | vapeur 3300dwt | 16/03/1904       | 25/12/1916       |
| Amiral-Courbet      | Chantiers Nantais         | 3 mâts barque  | 1900 SACO 1913   | 20/10/1915       |
| Amiral-Halgan       | Chantiers Nantais         | 3 mâts barque  | 1900 SACO 1913   | 1919             |
| Amiral-de-Cornulier | Chantiers Nantais         | 3 mâts barque  | 1900 SACO 1913   | 1919             |
| Eugène-Pergeline    | Chantiers Nantais         | 3 mâts barque  | 1900 SACO 1913   | 15/03/1917       |
| Montcalm            | Chantiers Nantais         | 3 mâts barque  | 1902 SACO 1913   | 1919             |
| Guerveur            | Loire Nantes              | 3 mâts barque  | 1904 SACO 1913   | 12/03/1917       |
| Maréchal-Suchet     | Penhoët Saint-Nazaire     | 3 mâts carré   | 1904 SACO 1913   | 1920             |
| Vercingétorix       | Penhoët Saint-Nazaire     | 3 mâts carré   | 1904 SACO 1913   | 1923             |
| Nominoe             | Gray West Hatlepool       | vapeur 4820dwt | 13/06/1913       | 16/03/1916       |
| Saint Chamond       | Gray West Hatlepool       | vapeur 4720dwt | 08/03/1913       | 29/04/1918       |
| Breizh Izel         |                           | vapeur 7000dwt | 02/02/1915       | oct-23           |
| Basse Indre         | Cambeltown                | vapeur 2150dwt | 10/08/1915       | 15/11/1927       |
| Omnium              | Penhoët Grand Quevilly    | vapeur 8718dwt | 18/12/1915       | 02/01/1917       |
| Henri Le Cour       | d'Allou                   | vapeur 4400dwt | 22/11/1917       | 05/01/1918       |
| Cambronne           | Grangemouth               | vapeur 5100dwt | 05/07/1919       | 01/07/1937       |
| Surville            | Eltringham                | vapeur 4137dwt | 31/10/1919       | CNCO 01/10/1938  |
| Brancas             | Grangemouth               | vapeur 2525dwt | janv-20          | 04/11/1936       |
| Cassard             | Grangemouth               | vapeur 2570dwt | mars-20          | CNCO 01/10/1938  |
| Rhuys               | Loire Nantes              | vapeur 4700dwt | 01/04/1920       | CNCO 01/10/1938  |
| Beaumanoir          | Murdoch & Murray          | vapeur 4041dwt | 30/08/1920       | CNCO 01/10/1938  |
| Moncousu            | Mackay Bros. Alloa        | vapeur 2150dwt | 1912 11/02/1921  | CNCO 01/10/1938  |
| Dobree              |                           | vapeur 2430dwt | 1900 14/02/1921  | oct-24           |
| Lapeyrade           |                           |                | 1920 1922        | 26/06/1937       |
| Delfia              |                           |                | 1920 1922        | 1927             |
| Kervegan            | Chantiers Dubigeon        | vapeur 3139dwt | 15/12/1923       | CNCO 01/10/1938  |
| Crucy               |                           | vapeur 3690dwt | 12/08/1924       | 04/03/1931       |
| Graslin             | Chantiers Dubigeon        | vapeur 3360dwt | 10/05/1925       | CNCO 01/10/1938  |
| Monselet            | Thompson Sunderland       | vapeur 5450dwt | 15/01/1929       | CNCO 01/10/1938  |

## Sources
- Voiliers et navires de Nantes
- Les Grands Voiliers Cap-Horniers Nantais